# Situs Inversus

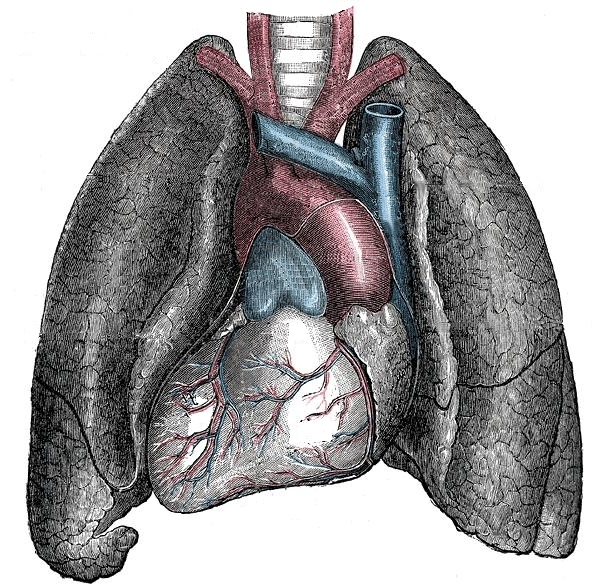
Um exemplo de Situs inversus, onde o coração e os pulmões estão invertidos.

Situs Inversus (também conhecido por situs transversus ou situs oppositus) é uma condição em que alguns órgãos ficam localizados no lado oposto em relação ao local onde eles seriam normalmente encontrados. Basicamente consiste numa inversão de posição dos órgãos dentro do corpo, ficando localizados do lado oposto (como uma imagem de espelho).
Cerca de 0,01% das pessoas são atingidas por essa anomalia, que é uma herança transmitida por genes autossômicos recessivos, sem predileção por sexo.
Em muitos casos, a inversão de órgãos não diminui a expectativa de vida da pessoa, nem prejudica sua qualidade de vida. Assim, algumas pessoas nem sabem que apresentam o problema, e só acabam descobrindo acidentalmente.

## Tipos
- Situs inversus totalis - todos os órgãos do abdomen e torax são invertidos.
- Situs inversus parcial - alguns órgãos do abdomen e torax são invertidos.
- Situs inversus abdominal - todos os órgãos do abdomen são invertidos.
- Dextrocardia - um tipo de Situs inversus que se dá no coração. Apesar de o coração estar no lado esquerdo do peito, apenas ele e o pulmão ficam invertidos.

## Pessoas famosas comSitus inversus

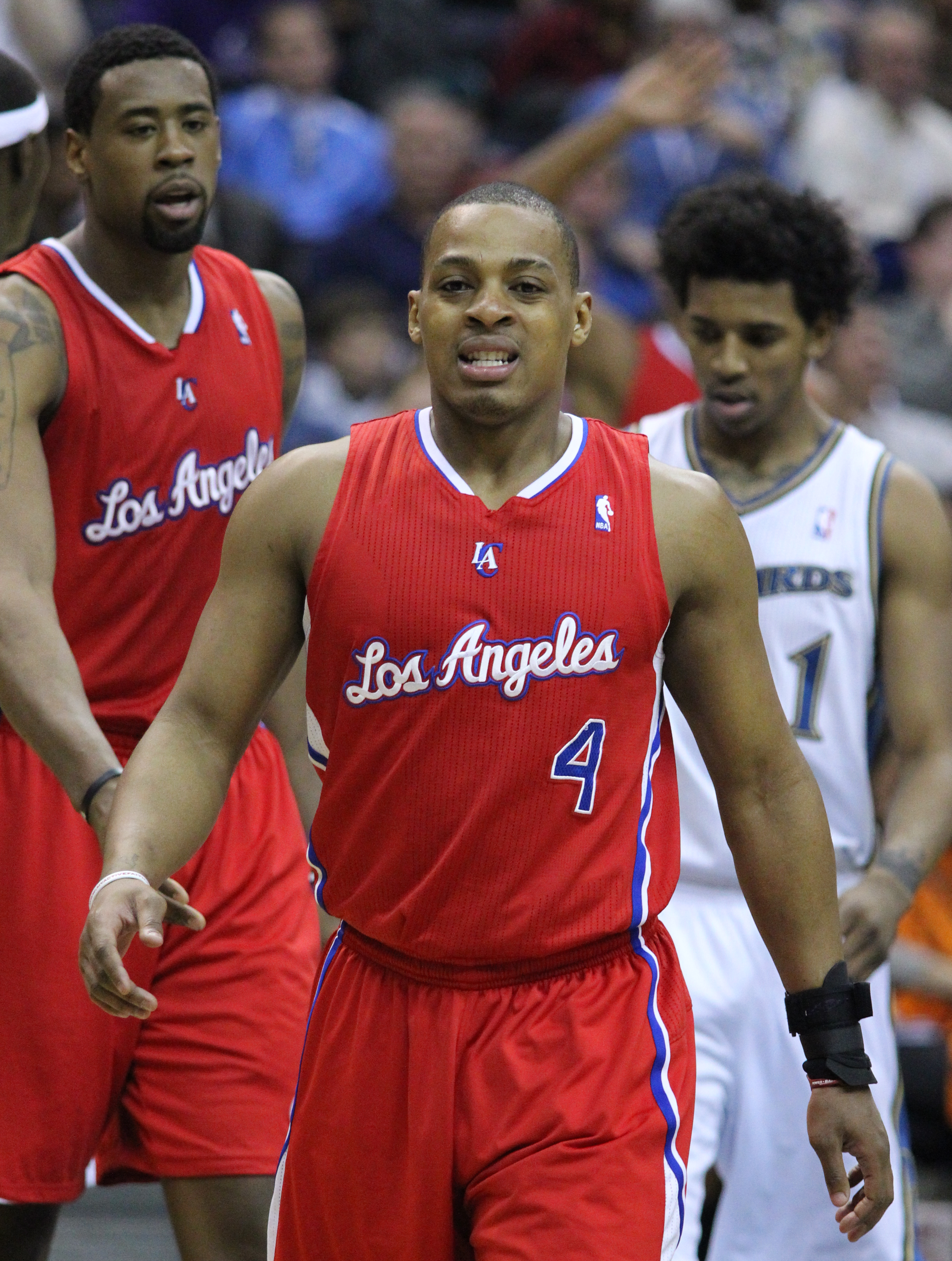
Randy Foye, basquetebolista estadunidense e portador da Situs inversus

- Ashok Shivnani - Este indiano talvez seja o caso mais clássico de Situs inversus totalis, pois vários de seus órgãos estavam fora do lugar.[6]
- Randy Foye - um basquetebolista profissional estadunidense.[7]
- Catherine O'Hara - uma atriz de comédia canadense.[8]
- Donny Osmond - cantor, apresentador de televisão e ator estadunidense.[9]
- Enrique Iglesias - ator, cantor e compositor espanhol.[10]

## Na Literatura
- Em 2009, o escritor Vicente de Paula Junior publicou um livro de sua autoria chamado Meu Coracao Bate do Lado Direito, no qual ele relata possuir a doença e explica melhor sobre a mesma.[11]
- No filme Dr. No, de Ian Fleming, o médico Julius explica a James Bond que ele sobreviveu a uma tentativa de assassinato porque seu coração está localizado no lado direito, já que os assassinos o esfaquearam no lado esquerdo do peito.[12]